# Lavinia (nouvelle)
Pour les articles homonymes, voir Lavinia (homonymie).
Lavinia (sous-titrée An Old Tale, c'est-à-dire Une vieille histoire) est une nouvelle de George Sand publiée en 1833. Il s'agit d'une étude de mœurs mettant en scène un lord anglais sur le point de se marier qui rentre en contact avec une de ses anciennes maîtresses et en retombe amoureux.

## Résumé

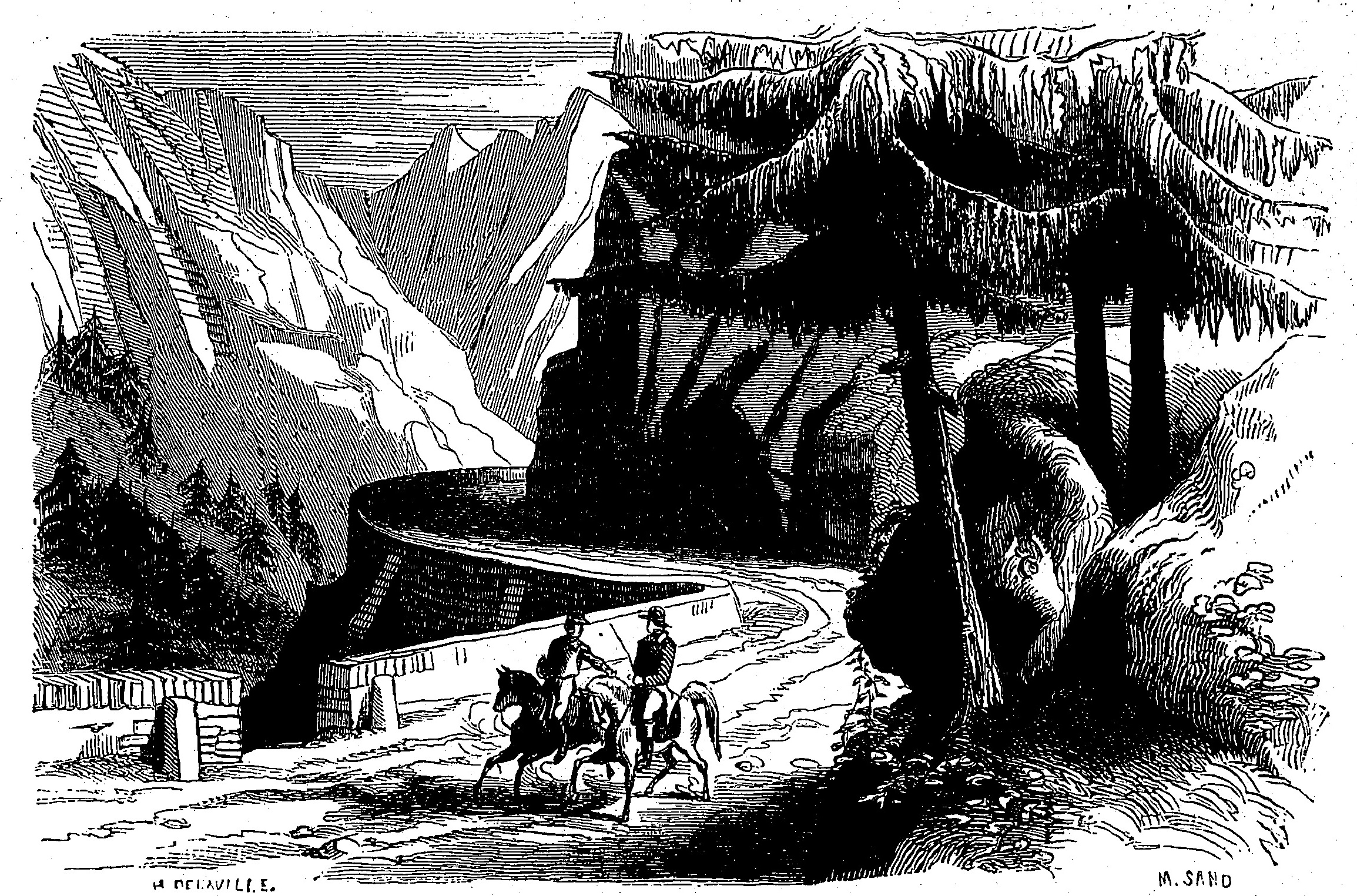
Illustration de Maurice Sand pour Lavinia dans une réédition chez Hetzel en 1853.

Sir Lionel Bridgemont, un lord anglais, est sur le point de partir à Luchon pour y épouser Margaret Ellis, qui lui offre une position sociale prestigieuse et une dot confortable, lorsqu'il reçoit un billet de Lady Lavinia Blake, une jeune femme qu'il a séduite dix ans plus tôt avant de la délaisser. Lavinia lui demande de lui restituer les lettres et le portrait qu'elle lui avait adressés à l'époque, et qu'il fasse de même. Leur relation est ancienne et définitivement révolue, et tous deux n'ont aucun problème pour se mettre d'accord sur cet échange. Mais le rendez-vous fixé par Lavinia tombe mal : elle demande à Lionel de se trouver un soir à Saint-Sauveur, où elle se trouve, alors qu'il doit partir le même jour pour Luchon. Lionel est dépité mais a assez d'honneur pour ne pas manquer à son engagement. Il se confie à son ami Henry, insouciant et agité, mais homme de parole, qui lui vient en aide : il convainc miss Ellis de reporter le départ pour Luchon d'un jour, organise tout afin qu'elle croie Lionel malade et alité, et accompagne son ami pour s'occuper des chevaux et se distraire.
Les deux hommes se mettent en route pour saint-Sauveur et en admirent les paysages grandioses. Au fil du voyage et de la conversation avec son ami, Lionel se souvient de sa relation passée avec Lavinia et se trouve plus ému qu'il ne le pensait. Les deux amis entendent aussi les gens du lieu vanter les mérites de lady Lavinia et évoquer son soupirant, le riche comte de Morangy. Ils s'installent à saint-Sauveur. Le soir, ils se rendent au rendez-vous pour neuf heures : Henry garde les chevaux et doit revenir chercher Lionel une heure après afin de repartir pour ne pas manquer le départ pour Luchon le lendemain matin. La maison de Lavinia, superbe, bâtie au bord de la Gave à côté d'un ravin où tombe une puissante cataracte, trouble Lionel. Pepa, la servante noire de Lavinia, accueille le jeune homme avant d'aller chercher sa maîtresse au bal. L'entretien avec Lavinia bouleverse Lionel : il lui trouve plus de beauté, de raison et de bonté qu'il ne lui en avait vues dix ans plus tôt, lorsqu'il était lui-même plus jeune et moins attentif. L'entretien est interrompu par l'arrivée du comte de Morangy, qui se jette aux pieds de Lavinia et finit par la demander en mariage, ce à quoi elle répond en demandant un temps de réflexion. Lionel, que Lavinia a dissimulé sur le balcon et qui voit et entend tout, est piqué de jalousie.
Dès lors, Lionel retombe amoureux de Lavinia. Il reste à saint-Sauveur, imité par Henry qui ne veut rien manquer de cette péripétie. Il se rend au bal où Lavinia est retournée danser avec le comte de Morangy, il danse avec elle à son tour, lui parle, bref, fait tout pour la reconquérir. Le lendemain, réveillé par Henry, Lionel apprend qu'une cavalcade où se trouvent Lavinia et le comte vient de partir pour Gèdres en empruntant une route pittoresque mais dangereuse à flanc de montagne. Lionel passe la journée à rivaliser avec le comte pour s'entretenir avec Lavinia. Un orage se déclenche et Lionel parvient à retrouver la jeune femme, à laquelle il avoue ses sentiments renouvelés et finit par lui demander à son tour sa main, prêt à rompre son engagement avec Margaret Ellis. Très troublée, mais inquiète des qu'en-dira-t-on, Lavinia demande à Lionel de rentrer chez lui et d'attendre quarante heures sa réponse.
Lionel reçoit finalement la réponse de Lavinia : « Ni l'un, ni l'autre. » La jeune femme, trop attristée par sa rupture ancienne avec Lionel, ne se fie plus à lui, ni à aucun homme. « Et puis je hais le mariage, je hais tous les hommes, je hais les engagements éternels, les promesses, les projets, l'avenir arrangé à l'avance par des contrats et des marchés dont le destin se rit toujours. Je n'aime plus que les voyages, la rêverie, la solitude, le bruit du monde, pour le traverser et en rire, puis la poésie pour supporter le passé, et Dieu pour espérer l'avenir. » Lionel se trouve dépité, mais, précise la narratrice, il avait réfléchi pendant les quarante heures : il ne fait rien pour tenter de fléchir Lavinia et se console en pensant à Margaret Ellis et à sa dot. Le lendemain, son ami Henry conclut : « Allons, l'année prochaine, nous siégerons au parlement ».

## Accueil critique
On connaît l'avis du critique littéraire Sainte-Beuve sur Lavinia par une référence qu'il y fait à la fin de sa critique d'un roman de Sand, Lélia, paru peu après. Dans son compte-rendu du livre pour Le National le 29 septembre 1833, tout en appréciant le talent et l'audace de Sand qui ont présidé à la publication de Lélia (qui fait scandale à sa sortie), Sainte-Beuve souhaite que l'auteure se concentre sur des récits plus apaisés et il en prend pour exemple la nouvelle Lavinia : « Parmi les personnages et portraits charmants déjà en foule échappés à sa plume, nous en savons un dont nous voudrions lui inculquer le souvenir, parce qu'en même temps qu'il est un proche parent de Lélia pour les principales circonstances, il a dans le caractère et dans l'expression la mesure, la grâce, la nuance qu'on aime et qui attire tout lecteur : ce personnage est celui de Lavinia dans Une vieille histoire. Si le souffle et l'accent de Lavinia se font sentir dans les productions futures de l'auteur, au lieu de l'ironie et de l'invective éloquente de Lélia, nous louerons alors Lélia avec beaucoup plus de sécurité. »

## Histoire éditoriale
En 1986, Lavinia est réédité dans le volume intitulé Nouvelles, établi par Ève Sourian, à Paris, aux éditions Des femmes, regroupé avec les nouvelles La Marquise, Metella, Mattea et le court roman Pauline. Un enregistrement audio de Lavinia lu par Wendy Célia paraît aux éditions Derennes en 1989 sur cassette audio. Par la suite, la nouvelle est régulièrement rééditée, seule ou regroupée avec d'autres nouvelles de George Sand.